# Jules de Polignac (1780–1847)

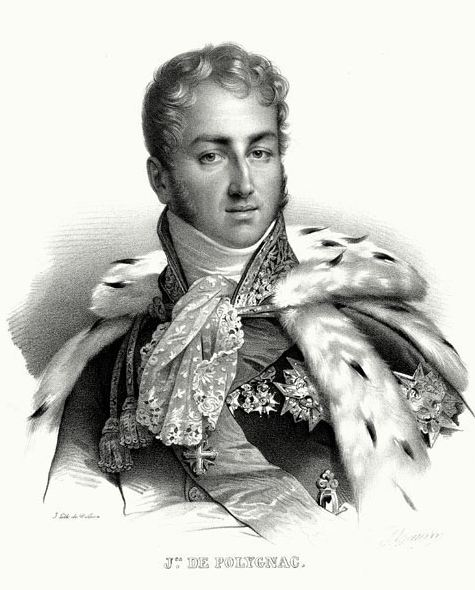
Jules de Polignac (1780–1847).

Auguste Jules Armand Marie de Polignac, född den 14 maj 1780 i Versailles, död den 30 mars 1847 i Paris, var en fransk statsman, son till Jules de Polignac (1746–1817), bror till Armand de Polignac.
Polignac följde 1789 sina föräldrar i landsflykten, deltog jämte sin äldre bror 1803 i Georges Cadoudals sammansvärjning. Han arresterades 1804 och hölls i fängelse till 1814. Ivrig rojalist och klerikal, upphöjdes han 1815 av Ludvig XVIII till pär och 1820 av påven Pius VII till romersk furste. Han utnämndes 1823 till ambassadör i London. Gunstling och hemlig rådgivare åt Karl X, utnämndes Polignac, efter den moderata ministären Martignacs fall, i augusti 1829 till utrikesminister och konseljpresident. 
Genom sitt egenmäktiga uppträdande råkade han snart i en våldsam konflikt med deputeradekammaren, som han upplöste 16 maj 1830. Då de nya valen helt och hållet utföll till fördel för oppositionen, övertalade Polignac Karl X att underteckna fem kungliga förordningar, de så kallade Juliordonnanserna, varigenom i öppen strid med konstitutionen tryckfriheten betydligt inskränktes, den nyvalda deputeradekammaren upplöstes, innan den ännu sammanträtt, och vallagen ändrades i reaktionär riktning. 
Detta författningsbrott väckte i Paris en storm av vrede. Folket grep till vapen. Polignac, som inte låtit vidtaga några försiktighetsmått, visade sig alldeles oduglig att kuva den revolutionära rörelsen, som hans dumdristiga kränkning av lagarna väckt till liv. Efter tre dagars (27-29 juli) gatustrider segrade folket, och de av marskalk Marmont anförda trupperna måste utrymma Paris. Polignac hade lämnat Paris och begivit sig till Saint-Cloud, där Karl X vistades.
Han kunde nu inte längre dölja sakernas verkliga läge för den gamle kungen, utan inlämnade sin avskedsansökan. Förgäves återkallade Karl Juliordonnanserna: julirevolutionen störtade inte endast Polignacs ministär, utan även det legitima kungadömet i Frankrike. Polignac arresterades i Saint-Lo den 15 augusti och fördes till Vincennes. Av pärsdomstolen dömdes han den 21 december 1830 till livstids fängelse, men återfick friheten genom amnestin den 29 november 1836. Under sin fångenskap på slottet Ham utgav han 1832 skriften Considérations politiques.